# 김동주 (1951년)
김동주(金東周, 1951년 7월 15일 ~ )은 대한민국의 제5대 경상북도 영천시의원이다.

## 학력
- 동성고등공민학교(폐교) 졸업

## 경력
- (사)한국농어민후계자 영천군 연합회장
- (사)한국농어민후계자 경상북도연합회 감사
- 도암1리 새마을 지도자
- 고경면 농민후계자 회장
- 한국농어민신문 영천지국장
- (사)영천시 농촌지도자연합회 고경면 회장
- (사)전국새농민회 영천시 회장
- (사)농업경영인 영천군 연합회장
- (사)농촌지도자 경상북도연합회 기금운영위원
- 영천시 고경면 개발자문위원
- 영천시 고경면 체육회 이사
- 전국새농민회 영천시 회장
- 영천시 농산물개방 대책위원
- 경상북도 농촌지도자 동우회 운영위원
- 2008.10 ~ 2010.06 제5대 경상북도 영천시의회 의원
- 2008.10 ~ 2010.06 제5대 경상북도 영천시의회 후반기 총무위원회 위원
- 2008.10 ~ 2010.06 제5대 경상북도 영천시의회 후반기 의회운영위원회 위원
- 2009.07 ~ 2010.06 제5대 경상북도 영천시의회 후반기 예산결산특별위원회 위원장

## 수상
- 농림수산부장관 과학영농우수 표창
- 전국으뜸농산물 품평회 최우수상 수상
- 경상북도 농촌진흥원장 표창
- 농협중앙회 새농민상 수상

## 역대 선거 결과
|  | 40.31% |

|  | 23.64% |

|  | 29.10% |